# Xoridinae
Xoridinae sind eine relativ kleine, weltweit verbreitete Unterfamilie der Schlupfwespen. Es sind derzeit 4 Gattungen mit etwa 220 Arten bekannt. Manche Arten sind nur von sehr wenigen Exemplaren bekannt. Die meisten Arten kommen in den nördlichen gemäßigten Zonen vor, in Deutschland sind 28 Arten nachgewiesen (Stand 2000).

## Morphologie

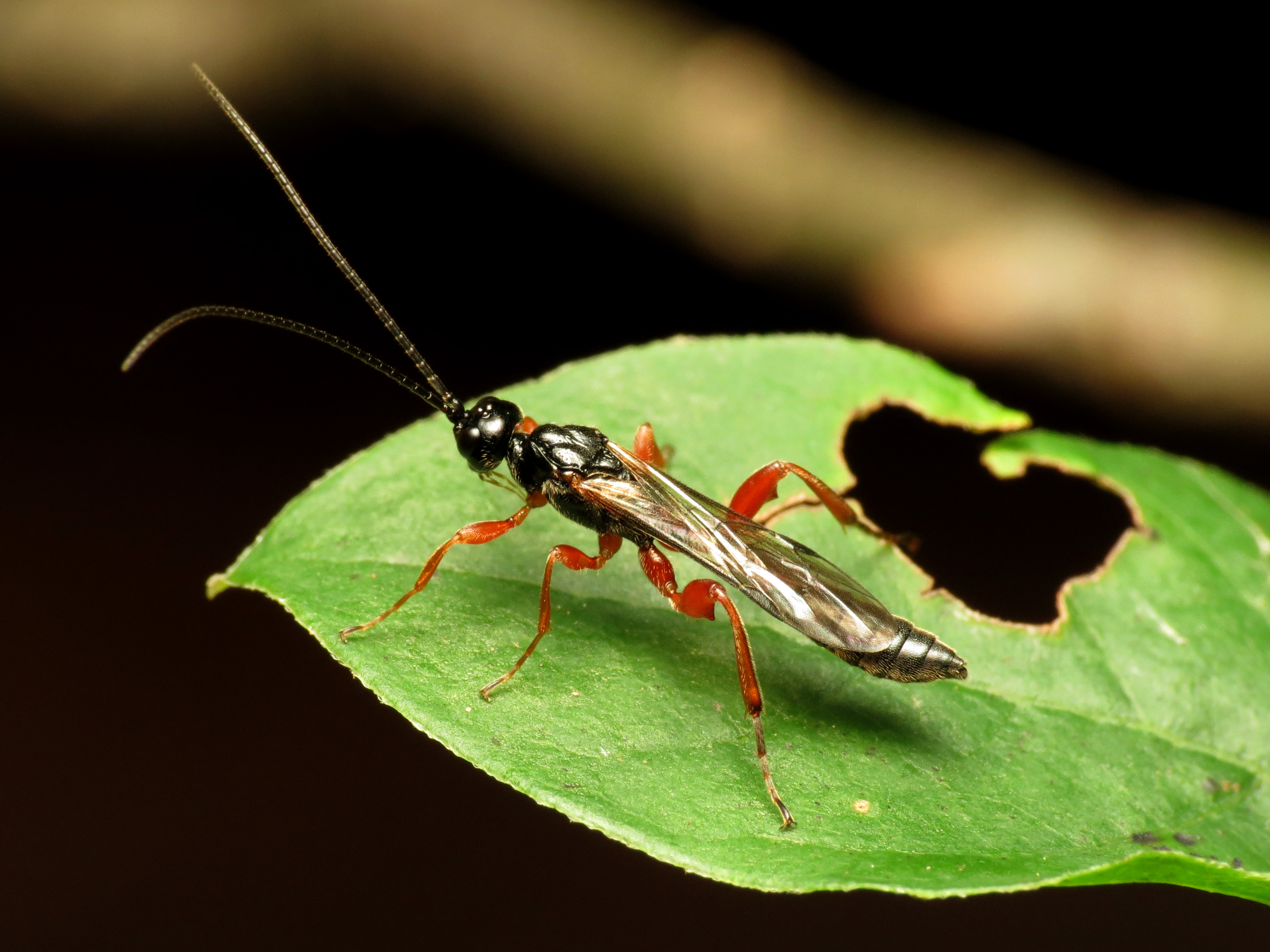
Odontocolon sp. aus Washington, USA

Die Xoridinae sind relativ kleine bis große Schlupfwespen, mit einer Vorderflügellänge von 2,8 bis 25 mm. Sie sind schlank, sie sind ähnlich wie Schlupfwespen aus anderen Unterfamilien, die auch im Holz bohrende Wirte parasitieren, wie die Poemeniinae. Die fadenförmigen Antennen haben einen weißen Abschnitt, bei den Männchen fehlen Tyloide (drüsige Sensillenfelder). Der Ovipositor ragt weit über das Abdomenende hinaus. Der Körper ist meist dunkel, die Beine hell. Der Clypeus ist klein und durch eine Rinne von der darüber befindlichen Supraclypealarea abgetrennt. Das Pronotum ist lang, meist mit allen Carinae. Zum sicheren Erkennen dient insbesondere das Flügelgeäder.

## Lebensweise
Xoridinae sind idiobionte Ektoparasitoide von Larven oder Puppen von Insekten die in Holz bohren. Die Wirte werden bei der Eiablage paralysiert, können sich also nicht mehr bewegen und wachsen. Als Wirte gelten vor allem Cerambycidae und Buprestidae sowie Holzwespen. manche Arten parasitieren vor allem Wirtsarten, die vom Kambium leben, also kurz unter der Borke leben, während andere tief im Holz lebende Wirte anstechen und entsprechend ins Holz bohren. Die genauere Biologie ist bisher nur von wenigen Arten untersucht.
Die in Europa lebenden Xorides brachylabris und X. irrigator parasitieren die Bockkäfer Tetropium gabrieli in Nadelwäldern. Es wurde beobachtet, dass die Männchen früher als die Weibchen schlüpfen und patrouillieren dann an Bäumen, aus denen die Weibchen schlüpfen. Das Männchen nähert sich dann dem Weibchen mit schnell vibrierenden Antennen und besteigt es dann von hinten und biegt sein Metasoma unter das des Weibchens. Die Kopulation dauert 15 bis 40 Minuten, wobei das Männchen das Weibchen mit den Antennen berührt.
Die Schlupfwespen werden nur relativ selten gefangen, sie kommen nie in großer Anzahl vor. Man findet sie vor allem in Wäldern mit alten Bäumen.

## Systematik
Die Xoridinae sind mit großer Wahrscheinlichkeit monophyletisch und stehen sehr nahe der Wurzel der Ichneumonidae, sie sind die Schwestergruppe aller übrigen Ichneumonidae.

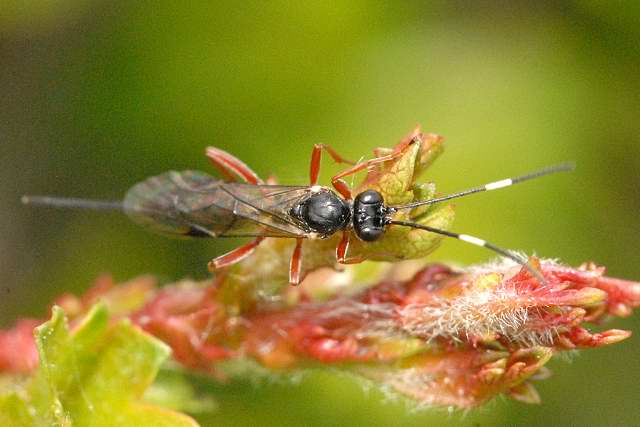
Xorides gravenhorstii aus Belgien

Innerhalb der Xoridinae ist Aplomerus wahrscheinlich die Schwestergruppe zu den anderen drei Gattungen. Aplomerus ist disjunkt verbreitet mit fünf Arten in Nordamerika, einer Art in Japan und zwei Arten in Süd-Ost Asien (je eine in Thailand und Vietnam). Dieses Verbreitungsmuster könnte in Zusammenhang mit dem phylogenetischen Alter stehen und kann als Reliktverbreitung gedeutet werden.

## Gattungen/einheimische Arten

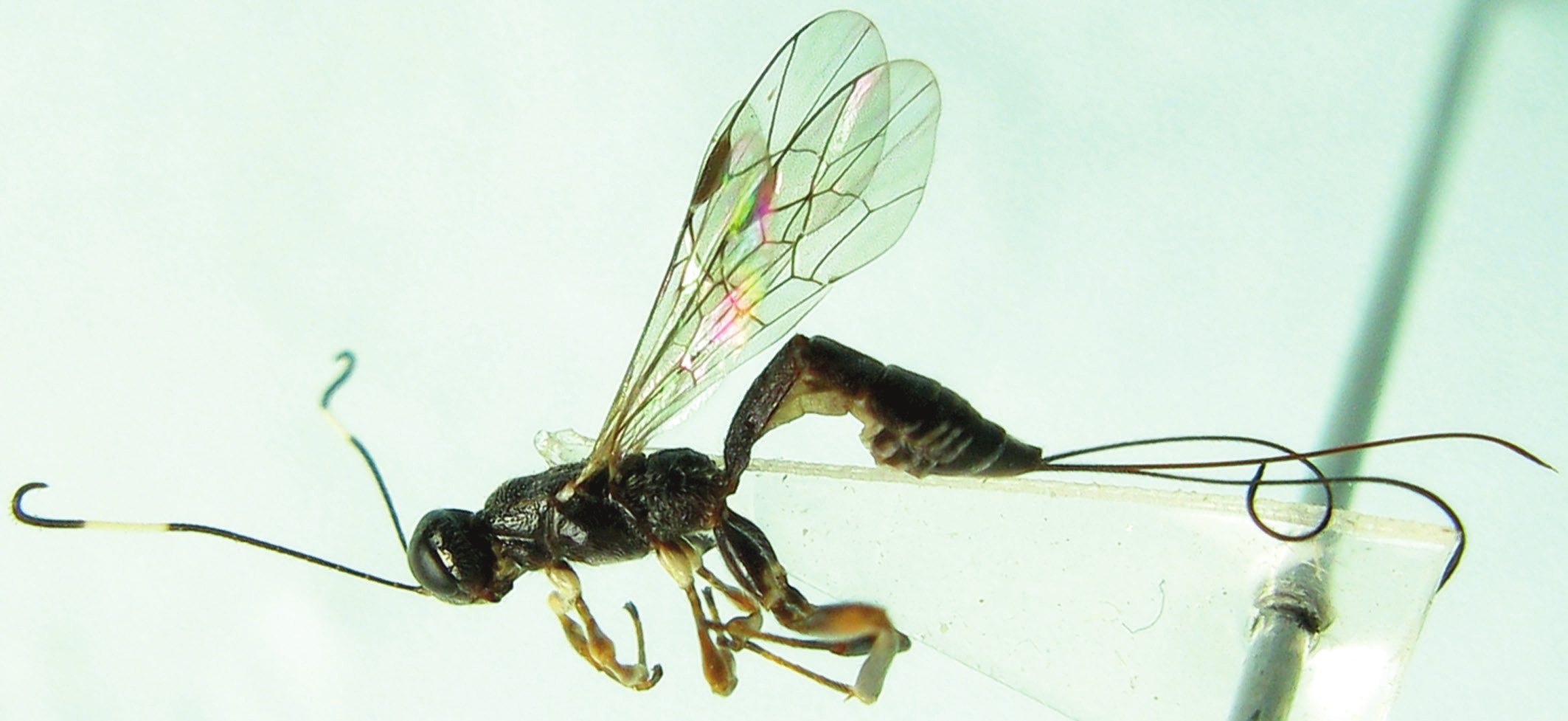
Xorides benxicus, Weibchen aus China

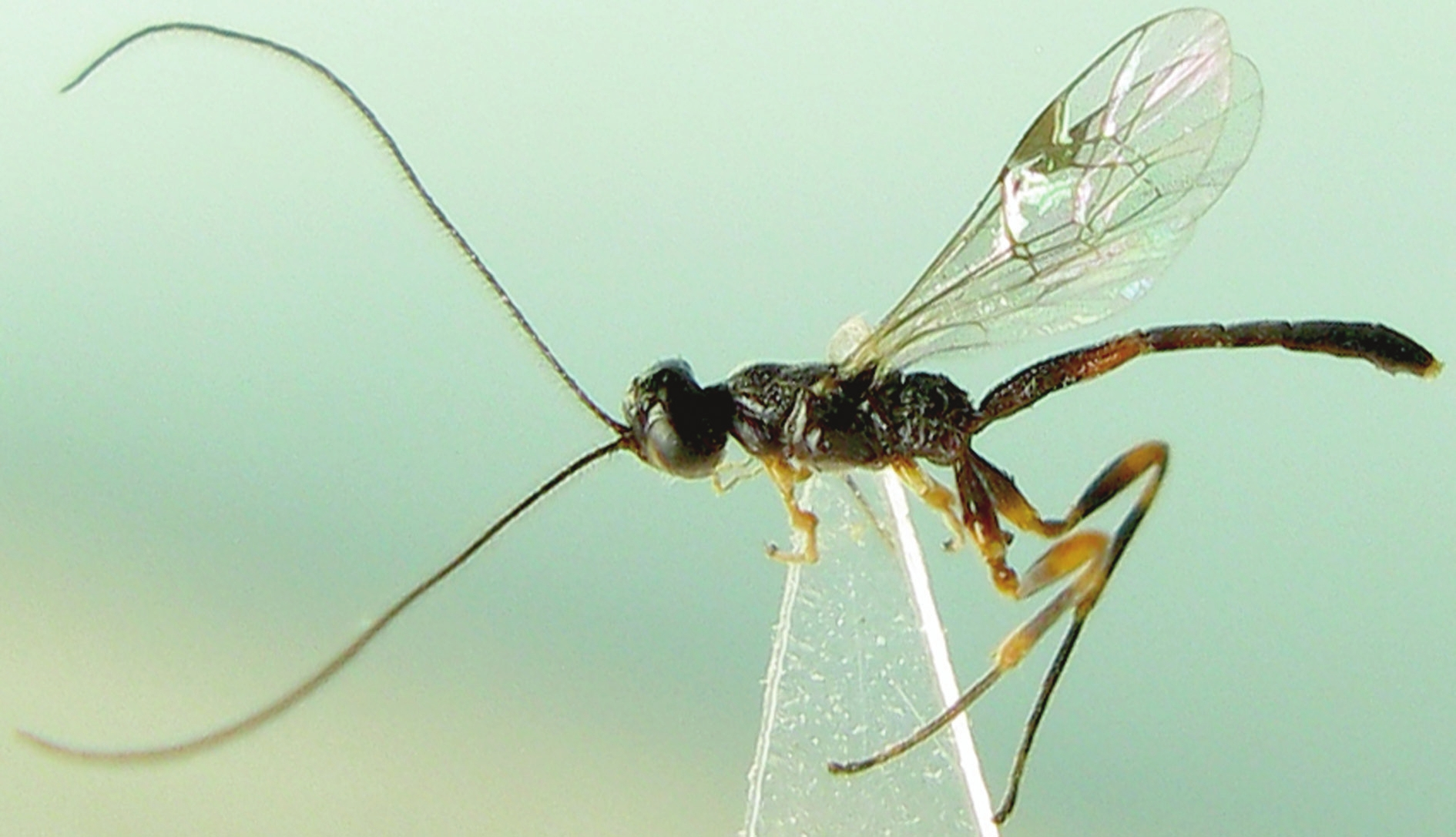
Xorides benxicus, Männchen

Liste der Gattungen der Xoridinae mit den in Deutschland nachgewiesenen Arten nach
- Aplomerus, 8 Arten, Ostpalaearktis, Nearktis, Orientalis[7] (nicht in Mitteleuropa)
- Ischnoceros, 13 Arten, Holarktis, Neotropis, Orientalis[8]
  - Ischnoceros caligatus
  - Ischnoceros rusticus
- Odontocolon, 44 Arten, Holarktis, Orientalis, eingeführt in Tasmanien[9][8]
  - Odontocolon appendiculatum
  - Odontocolon dentipes
  - Odontocolon geniculatum
  - Odontocolon punctulatum
  - Odontocolon quercinum
  - Odontocolon rufiventris
  - Odontocolon spinipes
  - Odontocolon thomsoni
- Xorides, weltweit verbreitet, ca. 163 Arten, in der Westpalaearktis 37 Arten[10][5]
  - Xorides alpestris
  - Xorides ater
  - Xorides brachylabis
  - Xorides csikii
  - Xorides depressus
  - Xorides ephialtoides
  - Xorides filiformis
  - Xorides fuligator
  - Xorides gracilicornis
  - Xorides gravenhorstii
  - Xorides indicatorius
  - Xorides irrigator
  - Xorides niger
  - Xorides praecatorius
  - Xorides rufipes
  - Xorides rusticus
  - Xorides sepulchralis
  - Xorides strandi